# Palazzo del Monte dei Paschi di Siena (Grosseto)
Il Palazzo del Monte dei Paschi di Siena è un edificio situato nel centro storico di Grosseto, in piazzetta Montedeipaschi all'angolo tra via Saffi e via Montebello.

## Storia
Il palazzo fu inaugurato nel 1912 per ospitare la sede centrale grossetana della storica Banca Monte dei Paschi di Siena. Il progetto fu redatto dall'architetto senese Vittorio Mariani.

## Descrizione
Il complesso si presenta a pianta trapezoidale, con la facciata minore che si sviluppa nell'angolo comune alle due facciate laterali, che guardano rispettivamente su via Saffi e su via Montebello.
L'edificio si articola su quattro livelli, presentandosi nel complesso in stile neorinascimentale, che rievoca l'epoca di origine della banca, rappresentata dall'imponente e monumentale stemma collocato nella parte alta del prospetto minore.
Al pian terreno si aprono tre portali, uno su ciascuna delle due facciate laterali ed uno su quella minore. Ogni portale si presenta ad arco tondo, con attorno decorazioni bugnate, che caratterizzano in senso verticale anche gli interi angoli che dividono le varie facciate tra loro, oltre alle finestre di forma quadrata che si aprono lungo tutto il pian terreno. Tale elemento decorativo si frappone al travertino che riveste la facciata esterna al suddetto livello.
Ai piani superiori le facciate sono rivestite in laterizio e le finestre quadrangolari che vi si aprono si presentano architravate. Al primo livello superiore è da segnalare la presenza del caratteristico balcone che sporge dal prospetto minore angolare, la cui porta-finestra è ulteriormente arricchita da un timpano semicircolare che poggia sull'architrave.
I vari livelli risultano ripartiti tra loro grazie alla presenza di cordonature; tra il pian terreno e il primo livello superiore la cordonatura è doppia.
La parte sommitale dell'intero edificio culmina con un coronamento di mensolette sporgenti, che danno appoggio al tetto di copertura, dal quale si eleva un rialzamento a sezione circolare.